# Dicladispa capensis
Dicladispa capensis es una especie de insecto coleóptero de la familia Chrysomelidae.
Fue descrita científicamente en 1784 por Thunberg.